# Artigisa lignicolaria
Artigisa lignicolaria är en fjärilsart som beskrevs av Walker 1866. Artigisa lignicolaria ingår i släktet Artigisa och familjen nattflyn. Inga underarter finns listade i Catalogue of Life.